# San Juan de Berbío
San Juan de Berbío (oficialmente en asturiano: San Xuan de Berbío) es una parroquia española del concejo de Piloña, perteneciente a la comunidad autónoma de Asturias.

## Historia
Hacia mediados del siglo XIX, la parroquia, ya por entonces perteneciente a Piloña, tenía contabilizada una población de 1568 habitantes. Aparece descrita en el cuarto volumen del Diccionario geográfico-estadístico-histórico de España y sus posesiones de Ultramar de Pascual Madoz con las siguientes palabras:

BERBIO (San Juan de): felig. en la prov. y dióc. de Oviedo (7 leg.), part. jud. de Infiesto (1/4) y ayunt. de Piloña (1/4): sit. sobre las márg. del r. Piloña: clima templado y húmedo, pero bastante sano: se compone de la v. de Infiesto, cap. del part. y ayunt., y de los l. y cas. de Barro, Berbio, Biedes, Cuestas, Esteli, Lozana, Otero, Pandiello, Porciles, Riofabar, Roses, Santianes, San Vicente, Soto, Villa y Villanueva que reunen unas 400 casas, muchas de ellas cómodas y decentes. La igl. parr. (San Juan), es matriz y Sta. Maria de Espinaredo y el curato de segundo ascenso y patronato real; hay varias ermitas de propiedad particular algunas, y otras del comun de vec. El térm. se estiende desde la cumbre de la Sierra Cayon á cuya falda se encuentra el l. de Biedes, hasta las márg. del r. Nueva, llamado tambien Infierno ó Castañal, alcanzando 2 1/2 leg. la línea de N. á S.; de E. á O. solo dist. por donde mas 1/2 leg.: confina por N. con el de las felig. de Sta. Maria de Ludeña y San Cristóbal de Pintueles interpuesta la citada sierra Cayon; por E. cruzando el r. de Nueva, con la de San Roman de Villa, Santa Maria Magdalena de Valle y por la parte montuosa con los de Sabaris é hijuela de Sta. Maria; por el S. las felig. de San Pedro de Beloncio, San Lorenzo de Sellon y térm. del conc. de Caso, formando el lím. varias sierras y montañas, y por O. con Sta. Eulalia de Ques, dividiendo el térm. el r. de la Cueva de Beloncio que tambien varia de nombre. El terreno como se ha indicado, participa de monte, entre los que descuellan el Castañall, Cerezal, Miera, Muenigo, Pando, Pedroso y Pontigo, que si bien en lo general son de piedra caliza, se encuentran en ellos arbolado de álamo blanco y negro, aliso, haya, roble, y abundan en escelentes pastos: la parte destinada al cultivo es fértil. Los caminos se hallan en mal estado y el correo se recibe en Infiesto prod maiz, escanda, centeno, patatas, todo género de semillas y frutas, prefiriendo entre estas la avellana, y con mas esmero la manzana para la elaboracion de sidra; hay buena hortaliza y abunda en fresa; cria ganado vacuno, caballar, mular, lanar y de cerda; hay caza menor y se encuentran bastantes osos, corzos lobos y jabalies; se pescan ricas truchas, anguilas y lampreas: ind. la agrícola, varios telares caseros, fábricas de sidra y manteca; molinos harineros, minas de carbon, de las cuales asi como de las canteras de mármol de buena calidad, térm. de Lozana, no se obtiene el beneficio que pudiera, si ayudasen á ello los medios de transporte. pobl. 396 vec.: 1,568 alm. contr. con su ayunt. (V.)
(Madoz, 1846, pp. 236-237)

En 2023, tenía empadronados 270 habitantes.

## Patrimonio
Hay en la parroquia una iglesia de San Juan.